# The Road Back
The Road Back és una pel·lícula de guerra de drama històric esetatunidenca del 1937 dirigida per James Whale, protagonitzada per John King, Richard Cromwell i Slim Summerville amb un repartiment secundari que inclou Andy Devine, Louise Fazenda, Noah Beery Jr., Lionel Atwill, Spring Byington, Al Shean i un Dwight Frye sense acreditar. El guió és de Charles Kenyon i R. C. Sherriff de la novel·la homònima de 1931 d'Erich Maria Remarque. Combinant un fort missatge antibèl·lic amb advertències premonitòries sobre els perills creixents de la dictadura a l'Alemanya nazi, tenia la intenció de ser una pel·lícula potent i controvertida, i Universal la va confiar al seu millor director, James Whale.
La novel·la en què es basa la pel·lícula va ser prohibida per l'Alemanya nazi. Quan es va fer la pel·lícula, Universal Pictures va ser amenaçada amb un boicot a totes les seves pel·lícules per part del govern alemany tret que els sentiments antinazis del guió fossin diluïts. Carl Laemmle i el seu fill, Carl Laemmle, Jr., els antics caps d'Universal, havien estat recentment destituïts per una presa de control corporativa. Els nous caps d'estudi, tement pèrdues financeres, van cedir a la pressió nazi i la pel·lícula es va tornar a rodar parcialment amb un altre director, i la resta es va reeditar àmpliament, deixant-la una pàl·lida ombra de les intencions originals de Whale. Per a més disgust del director, l'escriptor Charles Kenyon va rebre l'ordre d'intercalar el guió amb escenes de comèdia entre Andy Devine i Slim Summerville, que Whale va trobar inadequades. Disgustat per la covardia de l'estudi sota la seva nova direcció, Whale va deixar Universal després de completar Dones sospitoses, un remake sense èxit del seu propi The Kiss Before the Mirror. Va tornar dos anys més tard per dirigir Green Hell, però després d'això no va fer cap altra pel·lícula per a Universal.

## Argument
Un equip de metralladors alemanys al Front Occidental discuteix quan acabarà la Gran Guerra; el caporal mostra a l'esquadra el seu calendari, revelant que demà és l'11 de novembre de 1918. La companyia de l'esquadra llança un assalt a les línies franceses, i malgrat les grans baixes sofertes per ambdós bàndols, els alemanys aconsegueixen assegurar una trinxera; sense que els soldats ho sabessin, l'armistici s'estava signant al mateix temps. L'esquadra, en presència del seu aristocràtic capità, s'assabenta de l'armistici poc després de les 11 del matí.
Acabada la guerra, els alemanys abandonen la línia i marxen cap a Alemanya. En el camí de tornada es troben amb membres de les Forces Expedicionàries Americanes i intercanvien cigarrets i menjar. Els alemanys senten com si els dos bàndols fossin ximples per matar-se els uns als altres quan s'entenen tan fàcilment. Quan entren en un petit poble francès, reben notícies de la Revolució Alemanya. El metge de la Secció s’entusiasma com els soldats estan al capdavant i el capità li treu els galons. Tanmateix, a la majoria dels soldats no els importa la Revolució. El Capità continua al capdavant fins que les restes de la companyia arriben a Alemanya.
Els soldats alemanys que van sobreviure al front occidental van lluitar per adaptar-se a la vida civil durant els mesos posteriors a la guerra. El caporal fa un matrimoni afortunat. El tinent és atacat mentre encara porta l'uniforme i les medalles per una banda de revolucionaris socialistes i la resta de l'esquadra el salva de la mort, abans de descobrir que la dona que creia que era la seva promesa l'ha enganyat. amb un home que va evitar el servei militar i va fer fortuna com a especulador de la guerra. Almenys alguns estan experimentant el que ara es coneix com a PTSD. Tots troben que Alemanya va canviar enormement mentre estaven al front.
El soldat traït mata l'adinerat especulador de la guerra i és jutjat per assassinat. Diversos dels seus companys de guerra parlen en la seva defensa. Els soldats expressen la seva creença que la generació més gran és la responsable de la guerra. Creuen que el soldat que va matar l'especulador no es va equivocar en fer-ho perquè no va ser el primer assassinat del soldat; més aviat, diuen que va ser l'única matança on la persona volia fer-li mal. Argumenten que és una bogeria creure que algú pot tornar després de quatre anys de matança i esperarque sigui normal només per la paraula pau. Els últims moments de la pel·lícula s'utilitzen per expressar la seva preocupació pel rearmament global.

## Repartiment
- John King com Ernst
- Richard Cromwell com a Ludwig
- Slim Summerville com a Tjaden
- Andy Devine com a Willy
- Barbara Read com a Lucie
- Louise Fazenda com a Angelina
- Noah Beery Jr. com a Wessling
- Maurice Murphy com Albert
- John Emery com a Von Hagen
- Etienne Girardot com a alcalde
- Lionel Atwill com a fiscal
- Henry Hunter com a Bethke
- Larry Blake com Weil
- Gene Garrick com a Geisicke
- Jean Rouverol com a Elsa
- Marilyn Harris com a Maria (com a Hedwig Ibsen)
- Spring Byington com la mare d'Ernst
- Frank Reicher com el pare d'Ernst
- Arthur Hohl com a Heinrich
- William B. Davidson com a Bartscher
- Al Shean com el Sr. Markheim
- Edwin Maxwell com a director
- Clara Blandick com la mare de Willy
- Samuel S. Hinds com a advocat defensor
- Robert Warwick com a jutge
- Harry Cording com a assistent (sense acreditar)
- D'Arcy Corrigan com a taxista (sense acreditar)
- Francis Ford com a Street Cleaner (sense acreditar)
- Dwight Frye com a Small Man at Rally (sense acreditar)
- Edward LeSaint com a Porter (sense acreditar)
- Bob McKenzie com a Barber (sense acreditar)
- Edward Van Sloan com a president (sense acreditar)

## Producció
La pel·lícula tenia un pressupost de 800.000 dòlars, però va superar el pressupost.
Tirador especialitzat, George Daly (1888–1937), un exmarí que va disparar munició real de metralladora contra els actors, va morir en una explosió durant les escenes de batalla inicials. Havia contractat una pòlissa d'assegurança de vida de 10.000 dòlars dues setmanes abans de l'accident.

## Recepció crítica
Frank S. Nugent de The New York Times va criticar la pel·lícula, anomenant-la "una aproximació a la novel·la; es toca de tant en tant amb l'esperit desolador de l'autor. Però la majoria del temps que segueix el seu propi camí de Hollywood, interpretant la comèdia, melodramatitzant en lloc de dramatitzant, arribant finalment a una conclusió desconcertadament inconcloent... És angoixant veure la mutilació d'un gran tema." Variety va qualificar la direcció de Whale d'"excel·lent", però va trobar la història "un guió emasculat sense un final fort". Harrison's Reports va escriure que tenint en compte el material, els productors "haurien d'haver resultat un relat dramàtic commovedor de les dificultats dels homes, tot just de tornada de la guerra, per reajustar-se". En comptes d'estar en aquestes dificultats i despertar la simpatia de l'audiència, els productors van considerar convenient subratllar l'angle de la comèdia, i fins al punt que debilita la qualitat dramàtica de la pel·lícula." John Mosher de The New Yorker va pensar que la tasca d'adaptar la novel·la a la pantalla era difícil i va donar el crèdit de Whale per manejar algunes de les "dificultats amb el tacte" de la pel·lícula, però va trobar l'element de la comèdia "confús, gairebé vergonyós. A més, definitivament no és alemany i, juntament amb els nois molt americans del repartiment, l'atmosfera essencial sovint és desconcertant. No és ni alemany ni cap altra cosa, només un món inferior d'estudi."
Escrivint per Night and Day el 1937, Graham Greene va donar una mala crítica a la pel·lícula, descrivint-la breument com "una pel·lícula horrible, un gran dia de la mare, celebrat per la joventut estatunidenca, les cares grassones i adolescents amb veus trencades de marieta. La principal queixa de Greene va ser la mala caracterització estatunidenca de les experiències bèl·liques alemanyes, i va assenyalar que la pel·lícula "podria ser divertida si no fos horrorosa. [-] Amèrica veient el món a la seva pròpia imatge".
Sky Movies va escriure, "una seqüela una mica relacionada amb Res de nou a l'oest, el drama contra la guerra d'Universal aclamat per la crítica i el comercial. The Road Back no va tenir el mateix èxit... La declaració contundent de Whale volia ser vista per alguns crítics, però aquest tall original va ser retirat. És una llàstima que la pel·lícula no hagi estat restaurat a la seva antiga glòria, ja que seria tant un clàssic com la seva il·lustre predecessora." Leonard Maltin l'ha anomenat una "seqüela pesada... interessant de veure però insatisfactòria". Tanmateix, TV Guide va assenyalar, "algunes de les pel·lícules de Whale es mostren a través... Les escenes de batalla encara són poderoses, i es va desenvolupar una grua especial per rodar-les, un gadget del qual el director estava tan enamorat que el va utilitzar durant tota la pel·lícula."

## Taquilla
Malgrat les crítiques negatives i els problemes de producció de la pel·lícula, va ser una de les pel·lícules més taquilleres de 1936–37.